# Stian Ohr
Stian Piene Ohr (Bergen, 4 gennaio 1978) è un ex calciatore norvegese, di ruolo centrocampista.

## Carriera

### Club
Ohr iniziò la carriera con la maglia del Molde, club per cui debuttò nell'Eliteserien: il 17 agosto 1996, infatti, subentrò a Ole Bjørn Sundgot nella sconfitta per uno a zero in casa del Kongsvinger. Il 19 maggio 1997 segnò la prima rete nella massima divisione norvegese, contribuendo al successo in trasferta della sua squadra per tre a uno sul Kongsvinger.
Nel 1999, passò allo Hødd e nel 2000 allo Start. Esordì nel nuovo club in data 9 aprile, andando anche a segno nella sconfitta per quattro a due in casa del Bryne. Rimase con lo Start per due stagioni, totalizzando 58 apparizioni tra campionati e coppe, con 14 reti all'attivo.
Nel 2002 fu acquistato dal Vålerenga, debuttando in data 14 aprile: fu titolare nel pareggio casalingo per uno a uno contro il Bodø/Glimt. Il 10 giugno andò in rete ai danni del Moss. Nella stessa stagione, conquistò assieme al suo club la Coppa di Norvegia 2002.
Nel corso del campionato 2003, lasciò il Vålerenga per trasferirsi allo Stabæk. Il 14 settembre giocò il primo match per la squadra, che si concluse con una vittoria per due a zero in casa del Bryne. Il 1º novembre andò in rete ai danni del Viking, ma la marcatura si rivelò inutile ai fini del risultato: la squadra di Stavanger si impose infatti per tre a uno. Lo Stabæk raggiunse il terzo posto finale in classifica.
Dopo la conclusione dell'Eliteserien 2004, Ohr tornò al Molde. In due stagioni, collezionò 53 apparizioni e 3 reti in campionato, vincendo anche la Coppa di Norvegia 2005.
Nel 2007 firmò quindi per lo Strømsgodset, per cui debuttò il 9 aprile: fu infatti titolare nella vittoria per due a uno sull'Odd Grenland. Il 13 maggio andò in rete contro il Rosenborg e aiutò quindi la sua squadra ad espugnare il Lerkendal Stadion con il risultato di due a uno.
Alla fine del 2009, firmò per il Mjøndalen. Esordì per il nuovo club, militante nella 1. divisjon, il 5 aprile 2010: la gara coincise però con una sconfitta per due a uno in casa del Nybergsund-Trysil. Il 2 agosto 2013 annunciò il proprio ritiro dall'attività agonistica, a causa dei persistenti problemi alle caviglie e alle ginocchia.

### Nazionale
Ohr giocò una partita per la Norvegia. Fu infatti titolare nella sfida amichevole contro gli Stati Uniti del 29 gennaio 2006, conclusasi con una vittoria degli statunitensi per cinque a zero.

## Statistiche

### Cronologia presenze e reti in Nazionale
| Cronologia completa delle presenze e delle reti in nazionale ― Norvegia | Cronologia completa delle presenze e delle reti in nazionale ― Norvegia | Cronologia completa delle presenze e delle reti in nazionale ― Norvegia | Cronologia completa delle presenze e delle reti in nazionale ― Norvegia | Cronologia completa delle presenze e delle reti in nazionale ― Norvegia | Cronologia completa delle presenze e delle reti in nazionale ― Norvegia | Cronologia completa delle presenze e delle reti in nazionale ― Norvegia | Cronologia completa delle presenze e delle reti in nazionale ― Norvegia |
| Data                                                                    | Città                                                                   | In casa                                                                 | Risultato                                                               | Ospiti                                                                  | Competizione                                                            | Reti                                                                    | Note                                                                    |
| ----------------------------------------------------------------------- | ----------------------------------------------------------------------- | ----------------------------------------------------------------------- | ----------------------------------------------------------------------- | ----------------------------------------------------------------------- | ----------------------------------------------------------------------- | ----------------------------------------------------------------------- | ----------------------------------------------------------------------- |
| 29-1-2006                                                               | Carson                                                                  | Stati Uniti                                                             | 5 – 0                                                                   | Norvegia                                                                | Amichevole                                                              | -                                                                       | 46’                                                                     |
| Totale                                                                  |                                                                         | Presenze                                                                | 1                                                                       |                                                                         | Reti                                                                    | 0                                                                       |                                                                         |

## Palmarès

### Giocatore

#### Club

##### Competizioni nazionali
- Coppa di Norvegia: 2

Vålerenga: 2002
Molde: 2005